# Lilla Flugen, Hälsingland
Lilla Flugen är en sjö i Bollnäs kommun i Hälsingland och ingår i Ljusnans huvudavrinningsområde. Sjön har en area på 0,343 kvadratkilometer och ligger 153 meter över havet. Sjön avvattnas av vattendraget Flugån (Kilån).

## Delavrinningsområde
Lilla Flugen ingår i det delavrinningsområde (679023-152807) som SMHI kallar för Utloppet av Lilla Flugen. Medelhöjden är 173 meter över havet och ytan är 1,47 kvadratkilometer. Räknas de 18 avrinningsområdena uppströms in blir den ackumulerade arean 86,74 kvadratkilometer. Flugån (Kilån) som avvattnar avrinningsområdet har biflödesordning 2, vilket innebär att vattnet flödar genom totalt 2 vattendrag innan det når havet efter 51 kilometer. Avrinningsområdet består mestadels av skog (64 procent). Avrinningsområdet har 0,34 kvadratkilometer vattenytor vilket ger det en sjöprocent på 23,1 procent.